# Дулово (Конаковський район)
Дулово (рос. Дулово) — село в Конаковському районі Тверської області Російської Федерації.
Населення становить 18 осіб. Входить до складу муніципального утворення Ручйовське сільське поселення.

## Історія
Від 2005 року входить до складу муніципального утворення Ручйовське сільське поселення.

## Населення
| 1806 | 1851 | 1858 | 1859 | 1887 | 1900 | 2002 |
| ---- | ---- | ---- | ---- | ---- | ---- | ---- |
| 171  | ↗185 | ↗236 | ↘231 | ↘188 | ↘139 | ↘8   |
| 2010 |      |      |      |      |      |      |
| ↗18  |      |      |      |      |      |      |